# Linia kolejowa Krensitz – Delitzsch
Linia kolejowa Krensitz – Delitzsch – nieczynna regionalna linia kolejowa w Niemczech, w kraju związkowym Saksonia. Biegnie z Krensitz przez Rackwitz do Delitzsch.